# Cecilia Månsdotter Eka
Cecilia Månsdotter (1476 – 1523), appelée également Cecilia d'Eka, est une noble suédoise. Elle est l'épouse d'Erik Johansson Vasa et la mère du roi Gustave Ier de Suède.

## Famille
Mariée à Erik Johansson Vasa, elle a avec lui huit enfants, tous nés soit à Orkesta, soit au château de Rydboholm, aujourd'hui situés dans le comté de Stockholm.
1. Gustav Eriksson Vasa (12 mai 1496-29 septembre 1560), futur roi de Suède sous le nom de Gustave Ier de Suède.
2. Margareta Eriksdotter Vasa (1497-31 décembre 1536)
3. Johan Eriksson (né en 1499, mort jeune)
4. Magnus Eriksson (1501-1529)
5. Anna Eriksdotter (1503-1545)
6. Birgitta Eriksdotter (née en 150], morte jeune)
7. Marta Eriksdotter (1507-1523)
8. Emerentia Eriksdotter (1507-1523)